# Кантуэлл, Ноэл
Но́эл Юка́риа Корне́лиус Ка́нтуэлл (англ. Noel Euchuria Cornelius Cantwell; 28 февраля 1932 — 8 сентября 2005) — ирландский крикетист, футболист и футбольный тренер. Наиболее известен по своим выступлениям за футбольные клубы «Вест Хэм Юнайтед», «Манчестер Юнайтед» и национальную сборную Ирландии.

## Футбольная карьера
Кантуэлл начал играть в футбол в клубе своего родного города, «Корк Атлетик». Его заметил главный тренер «Вест Хэма» Тед Фентон и в 1952 году 20-летний Кантуэлл переехал в Лондон, став игроком «молотков».
Будучи игроком «Вест Хэма», он сыграл за сборную Лондона в финале Кубка ярмарок 1 мая 1958 года. Кантуэлл был капитаном «Вест Хэма», когда «молотки» выиграли Второй дивизион в сезоне 1957/58, и клуб вернулся в высший дивизион английского чемпионата впервые с 1930 года. Всего за «Вест Хэм» он сыграл 274 матча и забил 11 голов.
В ноябре 1960 года Кантуэлл перешёл в «Манчестер Юнайтед» за £29 500, став самым дорогим крайним защитником в истории британского футбола. Его дебют за «Манчестер Юнайтед» состоялся 26 ноября 1960 года в матче против «Кардифф Сити». В финальном матче Кубка Англии 1963 года Кантуэлл вывел свою команду на «Уэмбли» в качестве капитана, а «Манчестер Юнайтед» одержал победу над «Лестером» и выиграл Кубок Англии. В сезоне 1963/64, в котором «Юнайтед» занял в чемпионате второе место, Кантуэлл регулярно играл в основном составе, однако в дальнейшем он столкнулся с конкуренцией со стороны Шея Бреннана и Тони Данна, которые вытеснили его из основы. В сезоне 1966/67 «Манчестер Юнайтед» стал чемпионом Англии, и хотя на поле с капитанской повязкой команду выводил Денис Лоу, Кантуэлл оставался официальным капитаном клуба. После завоевания чемпионского титула Кантуэлл завершил карьеру игрока. Всего за «Манчестер Юнайтед» Кантуэлл провёл 146 матчей и забил 8 голов.
В 1960-е годы Кантуэлл также был председателем Профессиональной футбольной ассоциации.

## Карьера в сборной
Кантуэлл провёл 36 матчей за сборную Ирландии по футболу, выступая на позиции левого крайнего защитника или, в нескольких матчах, центрального нападающего. Его дебют за сборную состоялся в октябре 1953 года в матче против сборной Люксембурга. Свой последний матч за сборную Ирландии он провёл в феврале 1967 года против сборной Турции. За сборную он забил 14 голов (из них 5 с пенальти) и несколько раз выходил на поле с капитанской повязкой (включая матч против сборной Англии на «Уэмбли»).

## Тренерская карьера
После завершения карьеры игрока в 1967 году Кантуэлл стал главным тренером «Ковентри Сити», сменив на этом посту Джимми Хилла, который впервые в истории клуба вывел его в высший дивизион чемпионата Англии. Ему удалось не допустить вылета «небесно-голубых» из Первого дивизиона в течение первых двух сезонов, а в сезоне 1969/70 «Ковентри» занял 6-е место в чемпионате, таким образом обеспечив квалификацию клуба в Кубок ярмарок.
12 марта 1972 года Кантуэлл ушёл из «Ковентри Сити» и переехал в США, где стал главным тренером клуба Североамериканской футбольной лиги «Нью Ингланд Ти Мен». Уже через семь месяцев он вернулся обратно в Англию, где стал главным тренером клуба «Питерборо Юнайтед». Он помог «Питерборо» выиграть Четвёртый дивизион в сезоне 1972/73. 10 мая 1977 года он вновь уехал в США, где в течение сезона тренировал клуб «Джэксонвилл Ти Мен».
19 ноября 1986 года Кантуэлл вернулся в «Питерборо Юнайтед», где проработал главным тренером до 12 июля 1988 года.
Впоследствии Кантуэлл был владельцем паба в Питерборо.

## Карьера в крикете
Кроме игры в футбол, Кантуэлл играл в крикет за клуб «Корк Богемианс», а также за сборную Ирландии по крикету, проведя за неё пять матчей. Его дебют за крикетную сборную Ирландии состоялся в 1956 году в Эдинбурге против сборной Шотландии. Последним матчем Кантуэлла за сборную стала игра против сборной Ланкашира в июле 1959 года.

## Смерть
Ноэл Кантуэлл умер от рака 8 сентября 2005 года. У него осталась вдова Мэгги и двое детей.
Клубы, в которых выступал Кантуэлл, почтили его память минутой молчания перед своими предстоящими матчами.

## Статистика выступлений
| Клуб              | Сезон            | Лига | Лига | Кубок Англии | Кубок Англии | Еврокубки | Еврокубки | Прочие | Прочие | Итого | Итого |
| Клуб              | Сезон            | Игры | Голы | Игры         | Голы         | Игры      | Голы      | Игры   | Голы   | Игры  | Голы  |
| ----------------- | ---------------- | ---- | ---- | ------------ | ------------ | --------- | --------- | ------ | ------ | ----- | ----- |
| Вест Хэм Юнайтед  | 1952/53          | 4    | 0    | 0            | 0            | 0         | 0         | 0      | 0      | 4     | 0     |
| Вест Хэм Юнайтед  | 1953/54          | 23   | 0    | 0            | 0            | 0         | 0         | 0      | 0      | 23    | 0     |
| Вест Хэм Юнайтед  | 1954/55          | 17   | 0    | 2            | 0            | 0         | 0         | 0      | 0      | 19    | 0     |
| Вест Хэм Юнайтед  | 1955/56          | 40   | 0    | 6            | 0            | 0         | 0         | 0      | 0      | 46    | 0     |
| Вест Хэм Юнайтед  | 1956/57          | 39   | 1    | 2            | 0            | 0         | 0         | 0      | 0      | 41    | 1     |
| Вест Хэм Юнайтед  | 1957/58          | 33   | 4    | 2            | 0            | 0         | 0         | 0      | 0      | 35    | 4     |
| Вест Хэм Юнайтед  | 1958/59          | 42   | 3    | 1            | 0            | 0         | 0         | 0      | 0      | 43    | 3     |
| Вест Хэм Юнайтед  | 1959/60          | 40   | 3    | 2            | 0            | 0         | 0         | 0      | 0      | 42    | 3     |
| Вест Хэм Юнайтед  | 1960/61          | 10   | 0    | 0            | 0            | 0         | 0         | 0      | 0      | 10    | 0     |
| Вест Хэм Юнайтед  | Итого            | 248  | 11   | 15           | 0            | 0         | 0         | 0      | 0      | 263   | 11    |
| Манчестер Юнайтед | 1960/61          | 24   | 0    | 3            | 2            | 0         | 0         | 0      | 0      | 27    | 2     |
| Манчестер Юнайтед | 1961/62          | 17   | 2    | 2            | 0            | 0         | 0         | 0      | 0      | 19    | 2     |
| Манчестер Юнайтед | 1962/63          | 25   | 1    | 5            | 0            | 0         | 0         | 0      | 0      | 30    | 1     |
| Манчестер Юнайтед | 1963/64          | 28   | 0    | 2            | 0            | 4         | 0         | 1      | 0      | 35    | 0     |
| Манчестер Юнайтед | 1964/65          | 1    | 1    | 0            | 0            | 0         | 0         | 0      | 0      | 2     | 1     |
| Манчестер Юнайтед | 1965/66          | 23   | 2    | 2            | 0            | 3         | 0         | 1      | 0      | 29    | 2     |
| Манчестер Юнайтед | 1966/67          | 4    | 0    | 0            | 0            | 0         | 0         | 0      | 0      | 4     | 0     |
| Манчестер Юнайтед | Итого            | 123  | 6    | 14           | 2            | 7         | 0         | 2      | 0      | 146   | 8     |
| Всего за карьеру  | Всего за карьеру | 371  | 17   | 29           | 2            | 7         | 0         | 2      | 0      | 409   | 19    |